# Suore della Divina Provvidenza (Magonza)
Le Suore della Divina Provvidenza, dette di Magonza, sono un istituto religioso femminile di diritto pontificio: le suore di questa congregazione pospongono al loro nome la sigla C.D.P.

## Storia

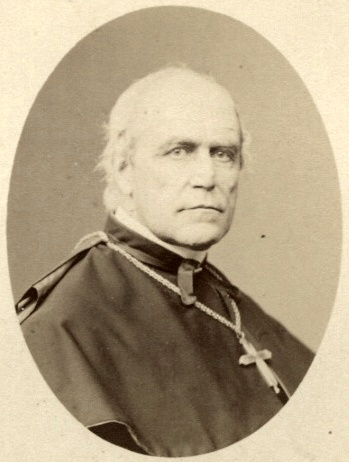
Wilhelm Emanuel von Ketteler, fondatore della congregazione

La congregazione fu fondata il 29 settembre 1851 a Finthen, presso Magonza, dal vescovo Wilhelm Emmanuel von Ketteler.
Il Kulturkampf diede alle suore l'opportunità di diffondersi oltre i confini tedeschi: nel 1876 furono aperte filiali negli Stati Uniti e nel 1880 nei Paesi Bassi, dove fu temporaneamente trasferito il noviziato.
L'istituto ricevette il pontificio decreto di lode il 30 luglio 1884; le sue costituzioni furono approvate dalla Santa Sede il 25 aprile 1912 e, definitivamente, il 16 luglio 1935.

## Attività e diffusione
Le suore si dedicano all'istruzione e all'educazione cristiana della gioventù e all'assistenza agli ammalati.
Sono presenti in Corea del Sud, in Germania, in Perù, a Porto Rico, nella Repubblica Dominicana, negli Stati Uniti d'America; la sede generalizia è a Wakefield, nel Rhode Island.
Alla fine del 2008 la congregazione contava 507 religiose in 94 case.